# Дискография Таниты Тикарам
Дискография британской певицы Таниты Тикарам включает в себя 9 студийных альбомов, 21 сингл, 1 видеоальбом, 1 концертный альбом, 1 сборник.
Дебютный альбом Ancient Heart, выпущенный в 1988 году, добился успеха и возглавил хит-парады Австрии, Швейцарии, Германии и Норвегии. Пластинка получила одобрение критиков, которые отметили в этой работе красивые, необычные и незабываемые мелодии. Композиции «Good Tradition» и «Twist in My Sobriety» стали хитами в Европе. Второй альбом The Sweet Keeper, изданный в 1990 году, также был хорошо принят рецензентами, которые восхищались голосом Тикарам. В 1991—1992 годах успех певицы сошёл на убыль. Третий альбом Everybody's Angel получил смешанные отзывы из прессы. После того, как была издана четвёртая пластинка Eleven Kinds of Loneliness в 1992 году на лейбле EastWest Records Танита Тикарам отправилась в путешествие по миру, посетив Китай, Францию, Румынию и Италию. Спустя 2 года Тикарам выпустила пятый по счёту альбом Lovers in the City, высоко оценённый британскими критиками. Спустя семь лет после выхода The Cappuccino Songs, в 2005 году был издан очередной студийный альбом Sentimental, в записи которого участвовал приглашённый артист Ник Лоу. Восьмой студийный альбом Can't Go Back вышел в 2012 году и получил одобрение со стороны прессы. В 2016 году певица выпустила новый девятый студийный альбом под названием Closer to the People.
| Сокращения названий стран (по стандарту ISO 3166-1) | Сокращения названий стран (по стандарту ISO 3166-1)                                 |                                                                                                |
| --- | ----------------------------------------------------------------------------------- | ---------------------------------------------------------------------------------------------- |
| \| - AU — Австралия - AT — Австрия - BE — Бельгия - GB — Великобритания - DE — Германия \| - IE — Ирландия - IT — Италия - CA — Канада - NL — Нидерланды - NZ — Новая Зеландия \| - NO — Норвегия - US — Соединённые Штаты Америки - FR — Франция - CH — Швейцария - SE — Швеция \| |                                                                                     |                                                                                                |
| - AU — Австралия - AT — Австрия - BE — Бельгия - GB — Великобритания - DE — Германия | - IE — Ирландия - IT — Италия - CA — Канада - NL — Нидерланды - NZ — Новая Зеландия | - NO — Норвегия - US — Соединённые Штаты Америки - FR — Франция - CH — Швейцария - SE — Швеция |

## Студийные альбомы
| 1988                                                                       | Ancient Heart - Дата выхода: 13 сентября 1988 - Лейбл: WEA Records - Форматы: LP, CD, CS       | 31 | 1  | —      | 25 | 1  | 1  | 7  | 3  | 4  | 23 | 1  | 8  | 59  | Список - AU: Золотой - CH: Платиновый - DE: 2х Платиновый - FI: Золотой - GB: 2x Платиновый - SE: Золотой |
| 1990                                                                       | The Sweet Keeper - Дата выхода: 1990 - Лейбл: WEA Records - Форматы: LP, CD, CS                | —  | 7  | —      | 81 | 7  | 3  | 21 | 3  | 15 | 45 | 2  | 4  | 124 | Список - CH: Золотой - DE: Золотой - ES: Золотой - GB: Золотой                                            |
| 1991                                                                       | Everybody's Angel - Дата выхода: 1991 - Лейбл: EastWest Records - Форматы: LP, CD, CS          | —  | 19 | —      | —  | 12 | 17 | —  | 19 | 20 | —  | 12 | 16 | 142 | |
| 1992                                                                       | Eleven Kinds of Loneliness - Дата выхода: 1992 - Лейбл: EastWest Records - Форматы: LP, CD, CS | —  | 33 | —      | —  | —  | —  | —  | —  | 60 | —  | —  | —  | —   | |
| 1995                                                                       | Lovers in the City - Дата выхода: 1995 - Лейбл: EastWest Records - Форматы: CD, CS             | —  | —  | —      | —  | 44 | 74 | —  | 75 | —  | —  | —  | —  | —   | |
| 1998                                                                       | The Cappuccino Songs - Дата выхода: 7 сентября 1998 - Лейбл: Mother Records - Формат: CD       | —  | —  | —      | —  | 47 | —  | —  | 69 | —  | —  | —  | —  | —   | |
| 2005                                                                       | Sentimental - Дата выхода: 2005 - Лейбл: Naive Records - Формат: CD                            | —  | —  | —      | —  | 87 | —  | 90 | —  | —  | —  | —  | —  | —   | |
| 2012                                                                       | Can't Go Back - Дата выхода: 4 сентября 2012 - Лейбл: Ear Music - Формат: 2xCD                 | —  | 33 | 141 77 | —  | 79 | —  | —  | —  | —  | —  | —  | —  | —   | |
| 2016                                                                       | Closer to the People - Дата выхода: 11 марта 2016 - Лейбл: Ear Music - Форматы: CD, LP         | —  | 68 | —      | —  | 84 | 61 | —  | —  | —  | —  | —  | —  | —   | |
| Знак «—» означает, что альбом не попал в чарт или не был выпущен в стране. |                                                                                                |    |    |        |    |    |    |    |    |    |    |    |    |     | |

## Концертные альбомы
| 1990                                                                       | In Concert (совместно с The The) - Дата выхода: 1990 - Лейбл: BBC Transcription Services - Формат: LP | — | — | — | — | — | — | — | — | — | — | — | — |  |
| Знак «—» означает, что альбом не попал в чарт или не был выпущен в стране. | |   |   |   |   |   |   |   |   |   |   |   |   |  |

## Сборники
| 1996                                                                       | The Best of Tanita Tikaram - Дата выхода: 1996 - Лейбл: EastWest Records - Формат: CD | — | — | — | — | — | — | — | — | — | 18 | — | — |  |
| Знак «—» означает, что альбом не попал в чарт или не был выпущен в стране. |                                                                                       |   |   |   |   |   |   |   |   |   |    |   |   |  |

## Синглы
| 1988                                                                      | «Good Tradition»                | —  | — | 39 | — | —  | — | 10 | 9  | 32 | 46 | — | 4 | —  |                                       | Ancient Heart              |
| 1988                                                                      | «Twist in My Sobriety»          | 23 | 2 | 22 | 6 | 2  | 6 | 22 | 10 | —  | 26 | 6 | — | 25 | Список - DE: Золотой - FR: Серебряный | Ancient Heart              |
| 1989                                                                      | «World Outside Your Window»     | —  | — | —  | — | —  | — | 58 | —  | —  | 80 | — | — | —  |                                       | Ancient Heart              |
| 1989                                                                      | «Cathedral Song»                | —  | — | —  | — | 71 | — | 48 | —  | —  | 36 | — | — | —  |                                       | Ancient Heart              |
| 1990                                                                      | «Thursday Child»                | —  | — | —  | — | —  | — | —  | —  | —  | —  | — | — | —  |                                       | The Sweet Keeper           |
| 1990                                                                      | «Little Sister Leaving Town»    | —  | — | —  | — | —  | — | —  | —  | —  | —  | — | — | —  |                                       | The Sweet Keeper           |
| 1990                                                                      | «We Almost Got It Together»     | —  | — | 40 | — | 50 | — | 52 | 28 | 16 | 38 | — | — | —  |                                       | The Sweet Keeper           |
| 1990                                                                      | «Sunset's Arrived»              | —  | — | —  | — | —  | — | —  | —  | —  | —  | — | — | —  |                                       | The Sweet Keeper           |
| 1991                                                                      | «I Love the Heaven's Solo»      | —  | — | —  | — | —  | — | —  | —  | —  | —  | — | — | —  |                                       | Everybody's Angel          |
| 1991                                                                      | «Only the Ones We Love»         | —  | — | —  | — | 58 | — | 69 | —  | —  | —  | — | — | —  |                                       | Everybody's Angel          |
| 1992                                                                      | «You Make the Whole World Cry»  | —  | — | —  | — | —  | — | —  | —  | —  | —  | — | — | —  |                                       | Eleven Kinds of Loneliness |
| 1995                                                                      | «Wonderful Shadow»              | —  | — | —  | — | —  | — | —  | —  | —  | —  | — | — | —  |                                       | Lovers in the City         |
| 1995                                                                      | «I Might Be Crying»             | —  | — | —  | — | —  | — | 64 | —  | —  | —  | — | — | —  |                                       | Lovers in the City         |
| 1995                                                                      | «Yodelling Song»                | —  | — | —  | — | —  | — | —  | —  | —  | —  | — | — | —  |                                       | Lovers in the City         |
| 1996                                                                      | «Twist in My Sobriety» (ремикс) | —  | — | —  | — | —  | — | —  | —  | —  | —  | — | — | —  |                                       | The Best of Tanita Tikaram |
| 1998                                                                      | «If I Ever»                     | —  | — | —  | — | —  | — | —  | —  | —  | —  | — | — | —  |                                       | The Cappuccino Songs       |
| 1998                                                                      | «Stop Listenning»               | —  | — | —  | — | —  | — | 67 | —  | —  | —  | — | — | —  |                                       | The Cappuccino Songs       |
| 1998                                                                      | «I Don't Wanna Lose at Love»    | —  | — | —  | — | —  | — | 73 | —  | —  | —  | — | — | —  |                                       | The Cappuccino Songs       |
| 2012                                                                      | «Dust on My Shoes»              | —  | — | —  | — | —  | — | —  | —  | —  | —  | — | — | —  |                                       | Can't Go Back              |
| 2016                                                                      | «The Way You Move»              | —  | — | —  | — | —  | — | —  | —  | —  | —  | — | — | —  |                                       | Closer to the People       |
| 2016                                                                      | «Glass Love Train»              | —  | — | —  | — | —  | — | —  | —  | —  | —  | — | — | —  |                                       | Closer to the People       |
| Знак «—» означает, что сингл не попал в чарт или не был выпущен в стране. |                                 |    |   |    |   |    |   |    |    |    |    |   |   |    |                                       |                            |

## Видеоальбомы
| 1990                                                                       | Ancient Heart - Дата выхода: 13 февраля 1990 - Лейбл: WEA Records - Формат: VHS | — | — | — | — | — | — | — | — | — | — | — | — |  |
| Знак «—» означает, что альбом не попал в чарт или не был выпущен в стране. |                                                                                 |   |   |   |   |   |   |   |   |   |   |   |   |  |

## Саундтреки
| Год  | Фильм     | Альбом                                      | Песня                  |
| ---- | --------- | ------------------------------------------- | ---------------------- |
| 2001 | «Бандиты» | Bandits — Music From the MGM Motion Picture | «Twist in My Sobriety» |